# Fürchtegott
Fürchtegott ist ein deutscher, meist männlicher Vorname.

## Herkunft und Bedeutung
Der Name Fürchtegott bedeutet „fürchte Gott!“ und entstand als deutsche Übersetzung des griechischen Namens Timotheos im Pietismus.

## Bekannte Namensträger
- Fürchtegott Leberecht Bartholomäi (1794–1875), deutscher Lehrer und Autor
- Fürchtegott Christian Fulda (1768–1854), deutscher evangelischer Theologe und Pfarrer
- Fürchtegott Leberecht von Nordenflycht (1752–1815), deutscher Bergbauingenieur
- Fürchtegott Moritz Albert Voigt (1829–1895), deutscher Unternehmer
- Fürchtegott Erhard Zwar (1898–1977), deutscher Maler

Zwischenname:
- Jakob Fürchtegott Dielmann (1809–1885), deutscher Landschaftsmaler
- Christian Fürchtegott Gellert (1715–1769), deutscher Dichter
- Karl Fürchtegott Grob (1830–1893), Schweizer Tabakpflanzer auf Sumatra
- Martin Fürchtegott Grübler (1851–1935), deutscher Maschinenbauingenieur
- Christian August Fürchtegott Hayner (1775–1837), deutscher Arzt und Psychiater
- Erich Fürchtegott Heeger (1907–1959), deutscher Pflanzenbauwissenschaftler
- Christian Fürchtegott Hollunder (1791–1829), deutscher Metallurg
- Ferdinand Fürchtegott Huber (1791–1863), Schweizer Komponist
- Theodor Fürchtegott Kirchner (1823–1903), deutscher Komponist, Dirigent, Organist und Pianist
- Wilhelm Fürchtegott Niedermann (1841–1906), Schweizer Journalist und Bühnenautor in Zürichdeutsch
- Hermann Fürchtegott Reemtsma (1892–1961), deutscher Unternehmer, Fabrikant und Mäzen
- Philipp Fürchtegott Reemtsma (1893–1959), deutscher Zigarettenfabrikant
- Albrecht Fürchtegott Schultheiss (1823–1909), deutscher Radierer und Autor, Kupfer- und Stahlstecher sowie Zeichner
- August Fürchtegott Winkler (1770–1807), deutscher Metallurge